# بني الاقهومي (كحلان الشرف)

تعديل مصدري - تعديل

بني الاقهومي هي إحدى قرى عزلة بنى المهدى بمديرية كحلان الشرف التابعة لمحافظة حجة، بلغ تعداد سكانها 354 نسمة حسب تعداد اليمن لعام 2004.